# ژیل ویلنوو
ژوزف ژیل آنری ویلنوو (زاده ۱۸ ژانویهٔ ۱۹۵۰ – درگذشته ۸ مهٔ ۱۹۸۲) که با نام ژیل ویلنوو (تلفظ فرانسوی: [ʒil vilnœv]) معروف بود، اتوموبیل‌ران فرمول ۱ اهل کانادا بود. ویلنوو شش سال با خودروی فراری در مسابقات جایزه بزرگ شرکت می‌کرد.
ویلنوو از کودکی به خودرو علاقه داشت و فعالیت حرفه‌ای خود را از مسابقات اسنوموبیل کبک آغاز کرد. سپس فعالیت خود را در خودروهای تک‌سرنشین ادامه داد و در سال ۱۹۷۶ برندهٔ مسابقات فرمول آتلانتیک آمریکا و کانادا شد. پس از آن پیشنهادی از سوی مک‌لارن برای شرکت در مسابقات فرمول یک جایزه بزرگ بریتانیای ۱۹۷۷ دریافت کرد. در ادامهٔ آن فصل به فراری پیوست و تا زمان مرگش در سال ۱۹۸۲ برای آن تیم مسابقه داد. او در شش جایزه بزرگ پیروز شد و در فصل ۱۹۷۹ با اختلاف ۴ امتیاز نسبت به جودی شکتر در رتبهٔ دوم قرار گرفت.
ویلنوو در مرحلهٔ تعیین خط جایزه بزرگ بلژیک ۱۹۸۲ با سرعت حدود ۲۲۵ کیلومتر بر ساعت با خودروی مارچ یوخن ماس تصادف کرد و کشته شد. دو هفته پیش از آن، با هم‌تیمی خود دیدیه پیرونی بر سر سبقت‌گیری پیرونی از ویلنوو در جایزه بزرگ سان مارینو مشاجره شدیدی داشت و در زمان حادثه، تلاش می‌کرد زمان بهتری نسبت به پیرونی کسب کند. ویلنوو نزد هواداران بسیار محبوب بود. پسرش ژاک ویلنوو در فصل ۱۹۹۷ قهرمان فرمول یک شد و تاکنون تنها کانادایی قهرمان فرمول یک است.